# Dallara SF23
La Dallara SF23 è una monoposto a ruote scoperte, realizzata dalla Dallara per competere, dal 2023, come unica monoposto ammessa al  campionato giapponese di Super Formula in sostituzione della Dallara SF19.

## Storia
La monoposto è stata presentata il 13 dicembre 2022. La vettura è stata sviluppata tramite sette sessioni di test, in cui sono stati percorsi 10 000 km.

## Specifiche tecniche

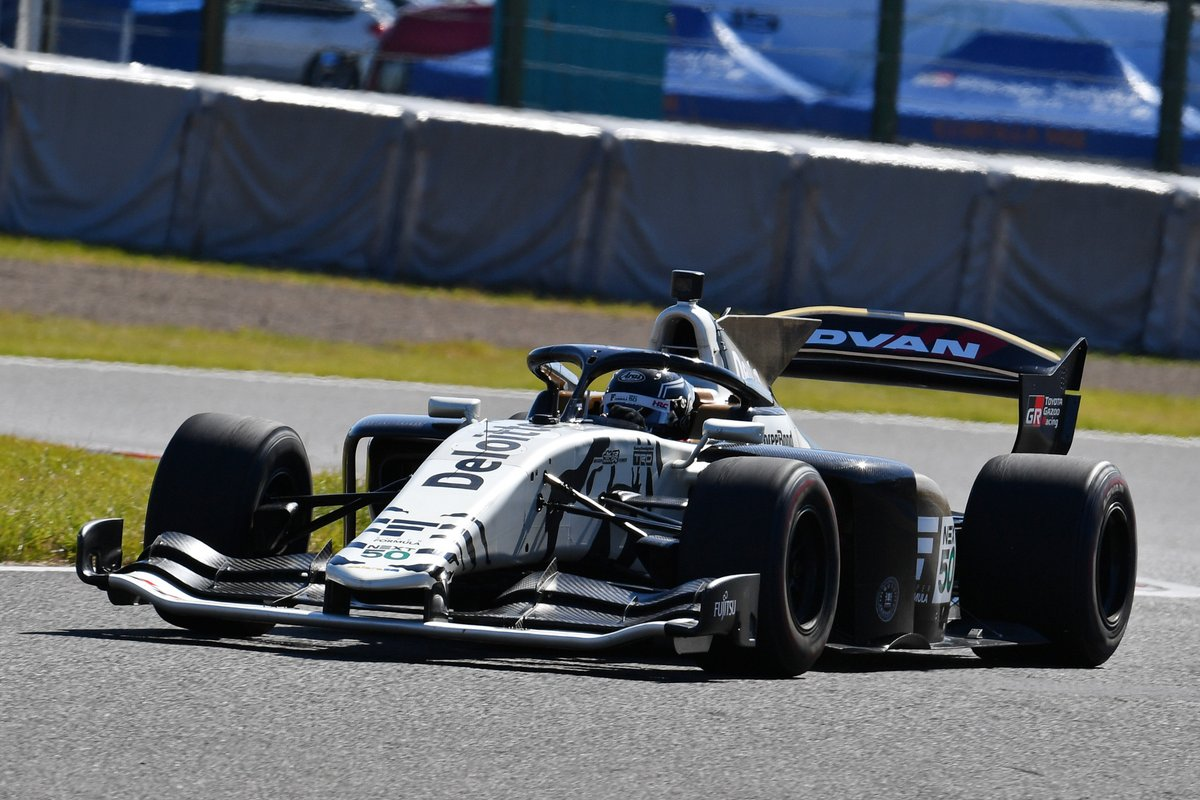
La SF23 in azione a Suzuka

La vettura presenta importanti differenze aerodinamiche, rispetto alla vettura che sostituisce, la Dallara SF19, ciò al fine di garantire una maggiore possibilità di sorpasso. Sono stati modificati gli alettoni, le pance e il fondo, che producono circa l'8% in meno di carico aerodinamico rispetto alla precedente SF19 ma fino al 50% in meno di aria sporca. Come la SF19 è equipaggiata da motori forniti da Honda o Toyota.
Per alcune componenti della carrozzeria, vengono utilizzati materiali derivati dalla fibra di lino, sughero e fibra di carbonio riciclata. Ciò permette di ridurre del 75% l'emissione di anidride carbonica nel processo di produzione.